# VI. Henrik, 1. rész (Shakespeare)
A VI. Henrik William Shakespeare korai királydrámái egyike, három részes színmű. Az első rész a százéves háború végéről, a rózsák háborúja kirobbanásáról, Anglia gyengüléséről és az országon belüli viszályok lecsillapításáról szól. Két helyszínen, Angliában és Franciaországban játszódik. A mű az első fólióban, 1623-ban jelent meg először nyomtatásban, de korábbi feljegyzések arra engednek következtetni, hogy Shakespeare VI. Henrikje már évekkel a megjelenés előtt, az 1590-es években kész volt, és be is mutatták a nagyérdeműnek.

## Történelmi háttér: VI. Henrik[2]

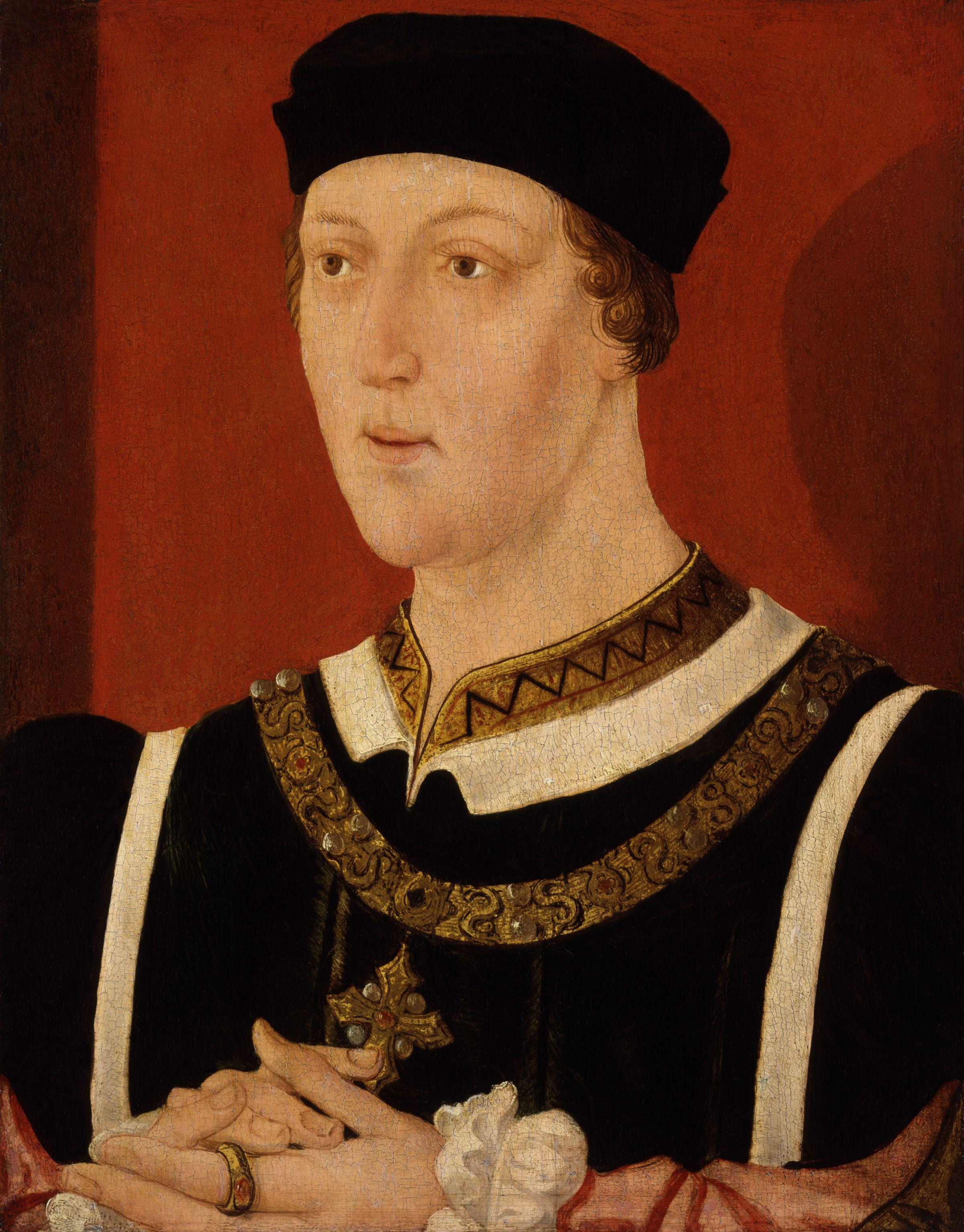
VI. Henrik angol király

VI. Henrik angol király (Windsori kastély, 1421. december 6. – London, 1471. május 21/22.), V. Henrik angol király és Valois Katalin egyetlen fia. Angliában kétszer is megfosztották trónjától. Uralkodása alatt tört ki a Rózsák háborúja, és Calais kivételével Anglia elvesztette franciaországi birtokait. VI. Henrik sokak szerint szellemi sérült volt, mások viszont úgy vallják, hogy az Anglia és Franciaország között dúló harcok káoszában csak tehetetlenül sodródott az eseményekkel. Csak egyéves volt, amikor apja, V. Henrik meghalt. Gyermekkora idején, Jeanne d’Arc fellépése következtében, veszítették el az angolok franciaországi hódításaikat, amelyekből csak Calais maradt meg. Henriket gyámjai, Bedford hercege, Gloucester hercege és a winchesteri püspök erélytelen bábnak nevelték.

## Eredet

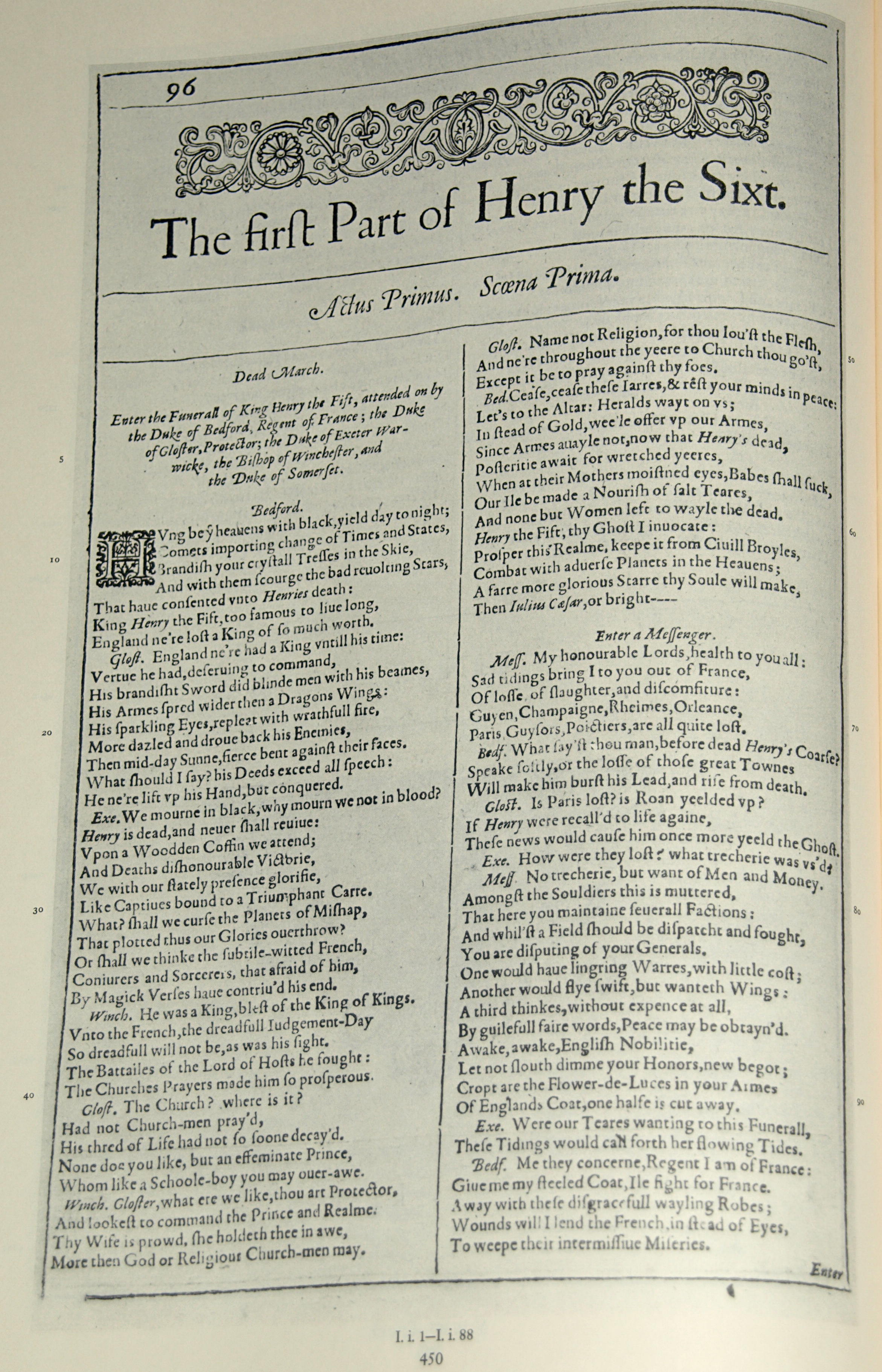
VI. Henrik első rész, első fólió

William Shakespeare VI. Henrik című darabjáról korábban felröppentek olyan találgatások, hogy ez a mű valójában nem is a világhírű író tollából származik. Lőrinczy (Lehr) Zsigmond értekezése szerint a darab nyelvezete sokkal régiesebb, a verselése szegényesebb és prózaiabb, mint ahogy azt a szerzőjétől megszokhattuk, így vagy csak, mint kurátor tevékenykedett a mű létrehozásában, vagy egy nagyon korai munkája. Lőrinczy szerint a második lehetőség a valószínűbb, ugyanis a VI. Henrik első részét Shakespeare legrégebbi királydrámái között tartják számon, amely már 1623-ban, az első fólióban megjelent nyomtatásban. Továbbá Thomas Nash már 1592-ben említést tett erről a darabról Pierce Penniless, His Supplication to the Divell című művében, melyben a színművészet létjogosultságát tárgyalta. Ez is egy bizonyíték arra, hogy VI. Henrik első részét már 1592-ben játszották közönség előtt. Tehát a magyarázat csupán az lehet, hogy mint minden írónak, Shakespeare-nek is idő kellett, hogy teljesen rátaláljon a hangjára, és a VI. Henrik című királydrámája is ennek a folyamatnak a része volt. 
A királydrámák főként három dologra fókuszálnak. Egyrészt a címszereplőre, arra, hogy milyen ember és milyen uralkodó volt, illetve hogy kik tartózkodnak a király közvetlen környezetében, kik milyen hatást gyakorolnak rá, és végül a király és a körülötte lévő országok kapcsolatára. Shakespeare VI. Henrik drámájának első része igazán izgalmas lehet számunkra, ugyanis két király is feltűnik benne; Angliáé és Franciaországé. V. Henrik uralkodása alatt még egy király fennhatósága alá tartozott a két ország. A VI. Henrik elején már az angolok és franciák közötti kulturális, vallási és felfogásbéli különbségeket vélhetünk felfedezni. Ebben a részben a főszerepet az angol-francia konfliktus és a franciák függetlenedési harcai kapják. Az Angliában zajló feszültség is kirajzolódik a Winchester és Gloster közötti vitában, illetve a Yorkok és a Lancaster ház elkülönülésében. És ezeket az összetűzéseket csak az teszi igazán érdekessé, ahogy azokhoz a fiatal VI. Henrik király hozzááll. 

## Személyek
A szereplők nevei Lőrinczy (Lehr) Zsigmond fordítása alapján kerültek felsorolásra, a Vas István változatában talált eltérések zárójelben vannak. 
- VI(I). Henrik, könnyedén befolyásolható bábkirály
- Gloster hercege, a király nagybátyja, protector (védnök)
- Bedford hercege, a király nagybátyja, Franciaország helytartója
- Exeter hercege (Thomas Beaufort, a király dédnagybátyja)
- Beaufort Henrik, winchesteri püspök, a király dédnagybátyja, későbbi bíboros
- Beaufort János, Somerset grófja, később hercege
- Plantagenet Richárd, Richárd cambridge-i gróf fia, később York hercege
- Warwick, Salisbury és Suffolk grófok
- Talbot, később Shrewsbury gróf
- Talbot János, fia
- Mortimer Edmund, March grófja
- Mortimer börtönőre; törvénytudó
- Sir John Fastolfe
- Sir William Lucy
- Sir William Glansdale
- Sir Thomas Gargrave
- Woodville, a Tower parancsnoka, London városnagya
- London Lord Mayorja
- Egy jogtudós
- Vernon, a fehér rózsa- vagyis York-párton
- Basset, a piros rózsa- vagyis Lancaster-párton
- Károly, dauphin, később Franciaország királya
- Reignier, Anjou hercege és Nápoly királya
- Burgund és Alençon hercegek
- Az orléans-i fattyú
- Párizs parancsnoka
- Az orléans-i főpattantyús és fia
- A bordeaux-i francia hadak vezére
- Francia sergeant (őrmester)
- Kapus
- Egy öreg juhász, Pucelle atyja
- Margit, Reignier leánya
- Auvergne grófnő
- Jeanne d’Arc, Pucelle néven (Johanna)

## Cselekmény

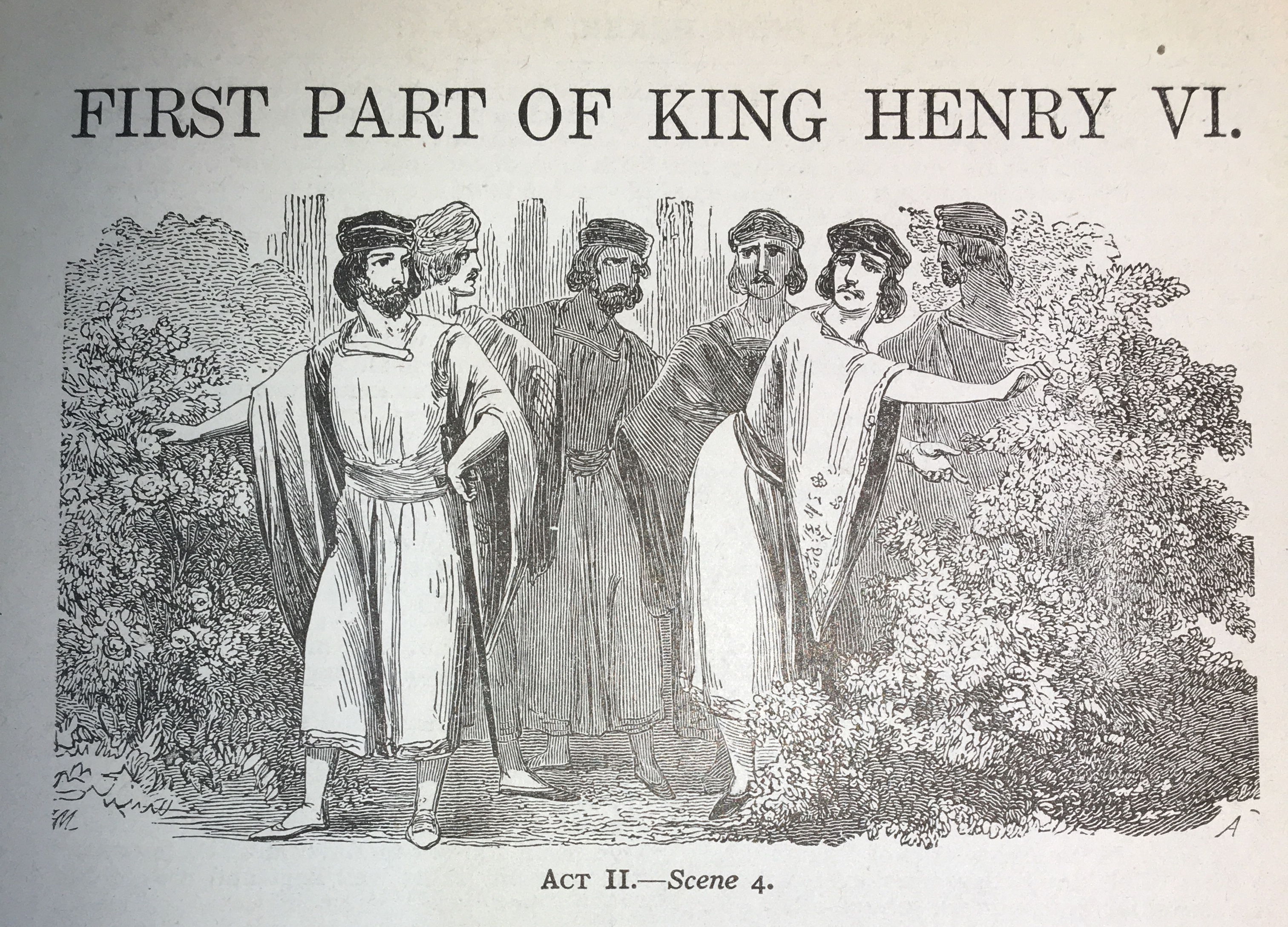
VI. Henrik, első rész

V. Henrik halálát követően, az angol nemesek uralják Angliát és harcban állnak Franciaországgal. Ekkor az elhunyt király fia, VI. Henrik még kisfiú, de mihelyt megnő és megkoronázzák, a nemesi családok két részre szakadnak: a York és a Lancaster házra. A háború Franciaországgal lecsendesül és a nemesek feleséget keresnek Henriknek. 

### Első felvonás
A darab V. Henrik temetésével indul. A fivére, Gloster uralja Angliát, mint a gyermek, VI. Henrik protectora. A háború V. Henrik agicourt-i győzelme ellenére folytatódik Franciaországban. Hírnökök jönnek és szörnyű eseményt közölnek, Talbot grófot bebörtönözték Orleansban.
Orleansban, Talbot bebörtönzése ellenére, az angolok állnak győzelemre. Egy juhász lánya, Jeanne d'Arc (Szép Johanna)áll a francia seregek élére, aki az állítja, hogy megjelent előtte a Szűz Mária arra utasítva őt, hogy vezesse a franciákat a háborúban. Talbotot kiengedik egy fogvatartott francia nemesért cserébe, de a franciák továbbra is folytatják a támadásokat. Jeanne közelharcot vív Talbottal. Végül megkíméli a férfi életét és ideiglenesen visszanyeri a várost a franciáknak. Egy titkos támadás során Talbot visszaszerzi a várost és kiűzi onnan a franciákat.

### Második felvonás
Talbot meghívást kap Auvergne grófnőtől, aki megpróbálja a férfit csapdába ejteni, sikertelenül. Talbot számított erre a fordulatra, ezért magával vitte katonáit és így sértetlenül sikerült elmenekülnie. 

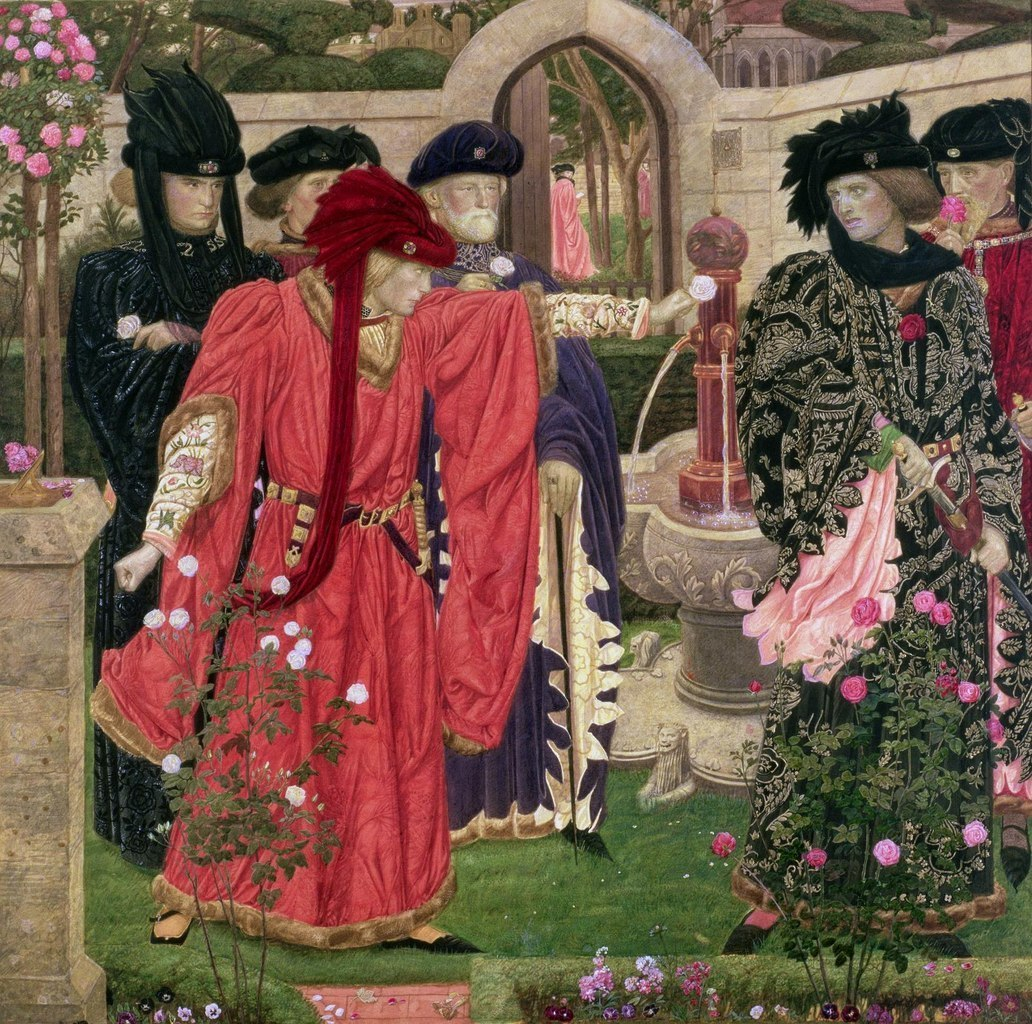
Választás a Piros és a Fehér Rózsák között

Angliában Winchester püspök kizárja Gloster herceget a Towerból. Azt állítja, hogy Gloster hatalomra kíván törni. Eközben Londonban a Temple-kertben Plantagenet Richárd és Somerset vitatkoznak. Arra kérik a többi nemest, hogy szakítsák le a fehér, vagy a piros rózsát állásfoglalásuk jelképéül. Warwick a fehéret ítéli Plantagenet és a Yorkok számára, míg a piros rózsát adja Somersetnek és a Lancaster háznak. Warwick gróf Plantagenet mellé áll, Suffolk pedig Somersettel ért egyet. Még ugyanott, Plantagenet nagybátyja, Mortimer Edmund gróf Plantagenetért küldet. Edmund felmenői révén korábban kísérletet tett a királyi trón elfoglalására. Mielőtt meghal, Mortimer átruházza Plantagenetre a királyi jogot. 

### Harmadik felvonás
A fiatal Henrik király megpróbálja Glostert és Winchestert kibékíteni, azzal érvelve, hogy ez a nézeteltérés a vesztüket jelentheti a háborúban. Eme sürgetés hatására Winchester és Gloster végül lecsillapodik. Ezután Mortimer halálát követően, király kinevezi Plantagenetet York királyi hercegévé. Somerset mélységesen megveti Henrik király döntését. 
Franciaországban Jeanne d'Arc a katonáit Rouen várkapujához vezeti, és paraszti álruhában bejutnak a városba. Talbot igazságos harcra hívja a franciákat, de ők visszautasítják az ajánlatot. Az angol hadseregnek így is sikerül legyőznie a francia katonákat. Szép Johanna új tervet talál ki Talbot meggyengítésére, melyet megoszt Károllyal. Burgund herceg, aki Talbot oldalán harcol, jelent egyedül fenyegetést a tervre, de Johanna sikeresen meggyőzi, hogy álljon át az ő oldalukra és támogassa a franciákat. 

### Negyedik felvonás
Henrik király és grófjai megérkeznek Franciaországba és Talbot megkapja a Shrewsbury gróf címet. Talbotot harcba küldik Burgund herceg ellen. A király, mielőtt visszatér Angliába, először szembesül alattvalói viaskodásával és kísérletet tesz a York (eddig Plantagenet) és Somerset közötti vita lecsillapítására. Megpróbálja meggyőzni őket, hogy tegyék félre nézeteltéréseiket, mert ezzel meggyengítik Angliát a harcban. Henrik kifejti álláspontját, hogy nem számít, milyen színű rózsát visel, hiszen mindkét grófját ugyanannyira becsüli. A király új feladatokat oszt ki a két férfira Franciaországban; York kapja az angol csapatok vezetését, míg Somerset a lovasság élére állhat.
Talbot és fia harcba száll Bordeauxnál Burgund herceggel, de a francia dauphin csapata körbe állja emberét. Sem York, sem Somerset nem küld erősítést Talbotnak, végül mindketten egymást hibáztatják az okozott sérülések miatt. Sejtve sorsát, Talbot próbálja rábeszélni fiát a távozásra, hogy így megmeneküljön, de János ellenáll, mert nem akar szégyent hozni apja nevére. Végül a fiút megölik és Talbot is belehal a gyászba. A Szép Johanna által vezetett franciák elismerik Talbot hősiességét és békejobbot nyújtanak az angoloknak. Felmerül, hogy egy kedvező házasság Henrik és egy francia nő között még inkább megerősítené a szövetséget. 

### Ötödik felvonás

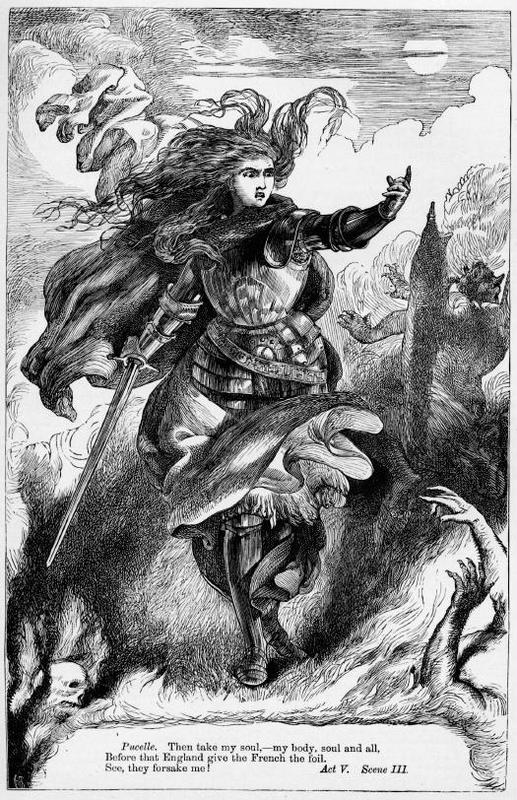
Pucelle

Folytatódik a háború Franciaországban és Jeanne a boszorkányság fortélyait veszi igénybe, hogy megidézze a szellemeket, de azok cserbenhagyják. York hercege elfogja Jeanne-t. 
Suffolk grófot bízzák meg, hogy találjon feleséget Henriknek, de ehelyett beleszeret Anjou Margitba, Reignier nincstelen leányába. Suffolk Margitot javasolja királynénak, miközben titkon azt tervezgeti, hogy saját szeretőjének fogadja. Jeanne az életéért könyörög, de Warwick és York máglyára küldik. Károly királyt meggyőzik, hogy fogadja el a békeszerződést Angliával és Henrik király beleegyezik a házasságba Margittal, nem törődve Gloster tiltakozásával, akinek nem tetszett Suffolk jellemzése a lányról. Gloster emlékezteti Henriket, hogy a király már eljegyezte magát Károly egyik rokonával, és hogy az a házasság is tökéletes lenne a politikai helyzet elsimítására, de Henrik hajthatatlan, Margitot akarja nőül venni. Megtörténik hát az eljegyzés és Suffolk már dörzsöli is a tenyerét, hogy Margiton keresztül ő irányíthatja Angliát. 

## Fordítók
- Lőrinczy (Lehr) Zsigmond: VI. Henrik király első, második rész, 1870
- Vas István: VI. Henrik 1. rész, 1948[9]
- Tóth József
- Csepregi Lajos

## Színházi adaptációk

### Fehér és piros rózsa, Budapesti Nemzeti Színház[10]
- Bemutató: 1855.12.01.
- Társulat: Nemzeti Színház, Pest
- Közreműködők:
  - Átdolgozta: Edmund Kean
  - Fordította: Tóth József, Csepregi Lajos

### Rózsák Háborúja,Pécsi Nemzeti Színház[11]
- Bemutató: 1967.09.29.
- Társulat: Pécsi Nemzeti Színház, Pécs
- Rendező: Dobai Vilmos[12]
- Szereposztás: 
  - VI. Henrik, király: Bálint András
  - York herceg: Bánffy György
  - Richárd, York fia, később Gloster herceg: Bánffy György
  - Edward, York fia, később Edward király: Baracsi Ferenc
  - Sommerset lord: Petőházy Miklós
  - George, York fia, később Clarence herceg: Petőházy Miklós
  - Rutland, York fia: Aradi Mária
  - Gloster herceg, a király nagybátyja: Iványi József
  - Suffolk herceg: Holl István
  - Salisbury gróf: Paál László
  - Hastings: Paál László
  - Warwick gróf, Salisbury fia: Kézdy György
  - Beaufort bíboros, a király nagybátyja: Galambos György
  - Idősebb Clifford gróf: Galambos György
  - Ifjabb Clifford gróf: Bősze György
  - Buckingham herceg: Győry Emil
  - Exeter gróf: Győry Emil
  - Edward herceg, VI. Henrik fia: Földessy Margit
  - Lajos, francia király: Haumann Péter
  - Montague gróf: Kőmives Sándor ifj
  - A gyilkos: Kőmives Sándor ifj
  - Northumberland gróf: Fülöp Mihály
  - Kalózkapitány: Fülöp Mihály
  - Sir Stanley: Bakos László
  - Az apa, aki megölte a fiát: Bagó László
  - A fiú, aki megölte az apját: Szivler József
  - Whitmore, kalóz: Szivler József
  - Első hírnök: Kutas Béla
  - Második hírnök: Monori Ferenc
  - Margit királynő, VI. Henrik felesége: Ronyecz Mária
  - Gloster hercegné: Labancz Borbála
  - Lady Gray, a későbbi Erzsébet királyné: Labancz Borbála

### VI. Henrik,Szegedi Nemzeti Színház[13]
- Bemutató: 1975.02.07.
- Társulat: Szegedi Nemzeti Színház, Szeged
- Rendező: Sándor János
- Szereposztás:
  - VI. Henrik: Újlaky László ifj
  - Gloster, a király gyámja: Kovács János
  - Winchester, apát: Máriáss József
  - Sommerset, a király híve: Melis Gábor
  - Suffolk, a király híve: Körtvélyessy Zsolt
  - Buckingham, a király híve: Király Levente
  - Exeter, a király híve: Szabó István
  - York hercege: Kátay Endre
  - Edward, a későbbi király, York fia: Szűcs András
  - Richard, York fia: Csernák Árpád
  - Clarence, York fia: Jachinek Rudolf
  - Warwick, York híve: Mentes József
  - Salisbury, York híve: Katona András
  - Talbot: Károlyi István
  - Cade, lázadó: Bagó László
  - John, a lázadó seregből: Gyürki István
  - Dick, a lázadó seregből: Gémesi Imre
  - Peter, a lázadó seregből: Teszáry Gábor
  - Horner, fegyverkovács: Marosi Károly
  - Margit királynő: Faluhelyi Magda
  - Erzsébet királynő: Tóth Katalin

## Filmadaptációk

### VI. Henrik első rész:The Hollow Crown – Koronák harca(BBC minisorozat)
V. Henrik korai halálát és a Franciaországban ért veszteségeket követően, VI. Henrik lép a trónra. Ekkor még nem sejti, hogy másoknak is a koronára fáj a foguk, mint például York hercegének és Somerset grófjának. Az ő mesterkedésükkel ki is tőr a Rózsák háborúja, amely még több bonyodalomba sodorja a fiatal királyt.
- Megjelenés dátuma: 2016
- Forgatókönyvíró: Ben Power
- Rendező: Dominic Cooke
- Szereposztás:
  - Sir William Lucy: Tom Beard
  - John Talbot: Max Bennett
  - Gloucester: Hugh Bonneville
  - Dauphin Charles (mint Tom Purbeck): Tom Byam Shaw
  - Gyilkos: Sean Cernow
  - Joan anyja: Pandora Colin
  - Plantagenet: Adrian Dunbar
  - Jeanne d’Arc: Laura Morgan
  - Mortimer: Michael Gambon
  - Talbot: Philip Glenister
  - Eleanor: Sally Hawkins
  - Exeter: Anton Lesser
  - Brakenbury: John Mackay
  - Vernon: Stuart McQuarrie
  - Somerset: Ben Miles

### VI. Henrik: magyar színházi felvétel, 143 perc, 1976
VI. Henrik királlyá koronázásával a Rózsák háborúja a York és Lanchester család között fellángol, noha ekkor a nemzeti összefogásra nagy szükség lenne. Nem kisebb a tét, mint Anglia nemzeti léte. Shakespeare drámáját Sándor János rendezésében és a Szegedi Nemzeti Színház művészeinek 1976-os előadásában láthatjuk.